# Francisco Fernández de Béthencourt
Francisco Fernández de Béthencourt  (Arrecife, 27 de julio de 1850-Madrid, 2 de abril de 1916) fue un político, abogado, genealogista y heraldista español. Fue diputado y senador en las Cortes de la Restauración como representante de Canarias por el Partido Liberal-Conservador.

## Reseña biográfica
Francisco Fernández de Béthencourt nació en la calle del Sol de Arrecife, en la isla de Lanzarote (Canarias), el 27 de julio y fue bautizado en la parroquia de San Ginés el 3 de agosto de 1850. Fueron sus padres Francisco-Ramón Fernández-Martínez y Delgado y María de la Concepción de Bethencourt y Mújica. Vivieron en Arrecife hasta 1866, año en que sus padres se trasladaron a la ciudad de La Laguna,  mientras él siguió internado, siguiendo estudios eclesiásticos, en el Seminario Conciliar de Canarias en (Gran Canaria). Allí permaneció varios cursos y se reveló su vocación por la heráldica y la historia, pero pronto abandonó su formación sacerdotal y se matriculó en la escuela de Derecho (actual Universidad de La Laguna), anexa al Instituto de Segunda Enseñanza de Canarias, en la ciudad de La Laguna, con el fin de seguir esta carrera, que también dejó más tarde sin concluir, dedicándose por entero a la práctica del periodismo y, especialmente, a la investigación histórica. 
En julio de 1870, pocos días antes de cumplir veinte años fue admitido como socio de número de la Real Sociedad Económica de Amigos del País de Tenerife. Dos años más tarde se publicó su primera obra, Recuerdos y Esperanzas, un pequeño libro de poesía.
En 1871 intervino en nombre de la Sociedad Instructiva de La Laguna, a la que pertenecía y representaba,  en una sesión del Gabinete Instructivo de Santa Cruz en 1871, bajo la presidencia de José Desiderio Dugour. A partir de esta fecha y hasta el mes de noviembre de 1880, Fernández de Béthencourt colaboró activamente en varios de los proyectos culturales auspiciados por la Sociedad Económica de Amigos del País o el Gabinete Instructivo.
Entre 1874 y 1876 fundó y dirigió los periódicos La Lealtad y La Lealtad Canaria, de muy corta existencia, y a lo largo de su vida colaboró frecuentemente tanto en la prensa de islas (Revista de Canarias) como en la prensa española (El Día de Madrid y La Época).
La gran pasión de su vida fueron los estudios de Genealogía y heráldica. Para Peraza de Ayala, Francisco Fernández de Béthencourt podía ser considerado como el fundador de la Historia Genealógica moderna en España y el primer divulgador de los métodos de la escuela francesa de Borel. En 1878 publicó el primero de los siete tomos de su obra monumental el Nobiliario y Blasón de Canarias: Diccionario histórico, biográfico, genealógico y heráldico de la Provincia. A raíz de la edición de los primeros volúmenes de esta obra fue admitido como académico correspondiente, por Canarias, de la Real Academia de la Historia en abril de 1879.
La política también fue una de sus grandes aficiones y representó a Canarias en las Cortes Españolas como diputado y como senador del Partido Liberal-Conservador. En las elecciones de 1891 resultó elegido diputado por el distrito de Santa Cruz de Tenerife y en las legislaturas 1903-1904 y 1904-1905 ocupó escaño en el Senado en representación de Canarias.
En 1914 fue admitido en la Real Academia Española y dos años después, el 2 de abril de 1916 falleció en Madrid, donde había establecido su residencia.Sus funerales se celebraron en la iglesia de la Concepción de esa villa.

## Honores y distinciones
- Académico de la Real Academia de la Historia
- Académico de la Real Academia Española
- Académico de la Real Academia Sevillana de Buenas Letras
- Presidente honorario de la Academia Imperial y Real Adler de Viena
- Miembro de la Academia Genealógica Italiana
- Presidente de honor y delegado general del Consejo Heráldico de Francia
- Gran Cruz de la Orden de la Concepción de Villaviciosa de Portugal.
- Gran Cruz de la Orden de San Olaf de Noruega.[9]

## Obras
- Recuerdos y esperanzas. Santa Cruz de Tenerife: Imprenta Isleña de Francisco Hernández, 1872.
- La Virgen de Candelaria. Romance tradicional. Santa Cruz de Tenerife: Imprenta Isleña, Francisco C. Hernández, 1874.
- Apuntes para el elogio de Miguel de Cervantes. Discurso leído en la Sesión Extraordinaria del Gabinete Instructivo en el Aniversario de aquel insigne Ingenio, por D. Francisco Fernández de Béthencourt. Santa Cruz de Tenerife: Imprenta de Sebastián Ramos a cargo de Manuel Álvarez, 1874.
- A los Socios del Gabinete Instructivo de Santa Cruz de Tenerife : Composición leída por el Sr. D. Francisco Fernández de Bethencourt, al tener lugar la elección de Junta Directiva para el año 1875. Santa Cruz de Tenerife: Imprenta de J. Benítez y Compañía, 1875.
- Nobiliario y Blasón de Canarias: Diccionario histórico, biográfico, genealógico y heráldico de la Provincia. Santa Cruz de Tenerife: [s.n.], 1878-1880 (Imprenta Isleña y Encuadernación de Libros de Francisco C. Hernández).
- Les Ordres de Chevalerie en Espagne. Traduction française faite avec l'autorisation de l'auteur par Louis de Sarran-d'Altard. Vannes: Lofolye Frères, [1901?]
- Anuario de la Nobleza de España: Segunda serie. Madrid: Imprentas de Fortanet y J. Ratés, 1908-1917. (5 vols.)
- La Genealogía y la Heráldica en la Historia, discurso leído ante la Real Academia de la Historia en la recepción pública de don Francisco Fernández de Béthencourt el 29 de junio de 1900, Madrid, 1900.
- La Corona y la nobleza de España. Madrid: Imprenta de M. Romero, 1903.
- Para cuatro amigos. Varios discursos, muchos artículos y hasta algunos versos.Madrid: Tipografía de E. Teodoro, 1903.
- Los Battemberg. La Época. Madrid, 1 de febrero de 1906.
- A El Correo Español. La Época. Madrid, 19 de febrero de 1906.
- Los Hauke. La Época. Madrid, 22 de marzo de 1906.
- Discursos leídos ante la Real Academia de la Historia en la recepción pública del Excmo. Señor D. Camilo G. de Polavieja y del Castillo, Marqués de Polavieja el 28 de enero de 1912. Madrid: Establecimiento Tipográfico de Jaime Ratés Martín, 1912.
- Príncipes y caballeros: Cincuenta artículos. Madrid: Librería de Francisco Beltrán, 1913.
- Discurso leído en la Iglesia Catedral de Tenerife con motivo de la inauguración de la misma, por [...] Don Francisco Fernández de Béthencourt [...] el 4 de septiembre de 1913 [...]Santa Cruz de Tenerife: Tipografía Católica, 1913.
- Los Grandes y las Letras: Discurso leído en contestación al de don Emilio Cotarelo y Mori, en la Real Academia Española'. Madrid: Establecimiento Tipográfico de Jaime Ratés Martín, 1914.
- Historia Genealógica y Heráldica de la Monarquía Española, Casa Real y Grandes de España. Imprentas de E. Teodoro y J. Ratés. 1897-1920. (10 vols.)